# Francis Guthrie

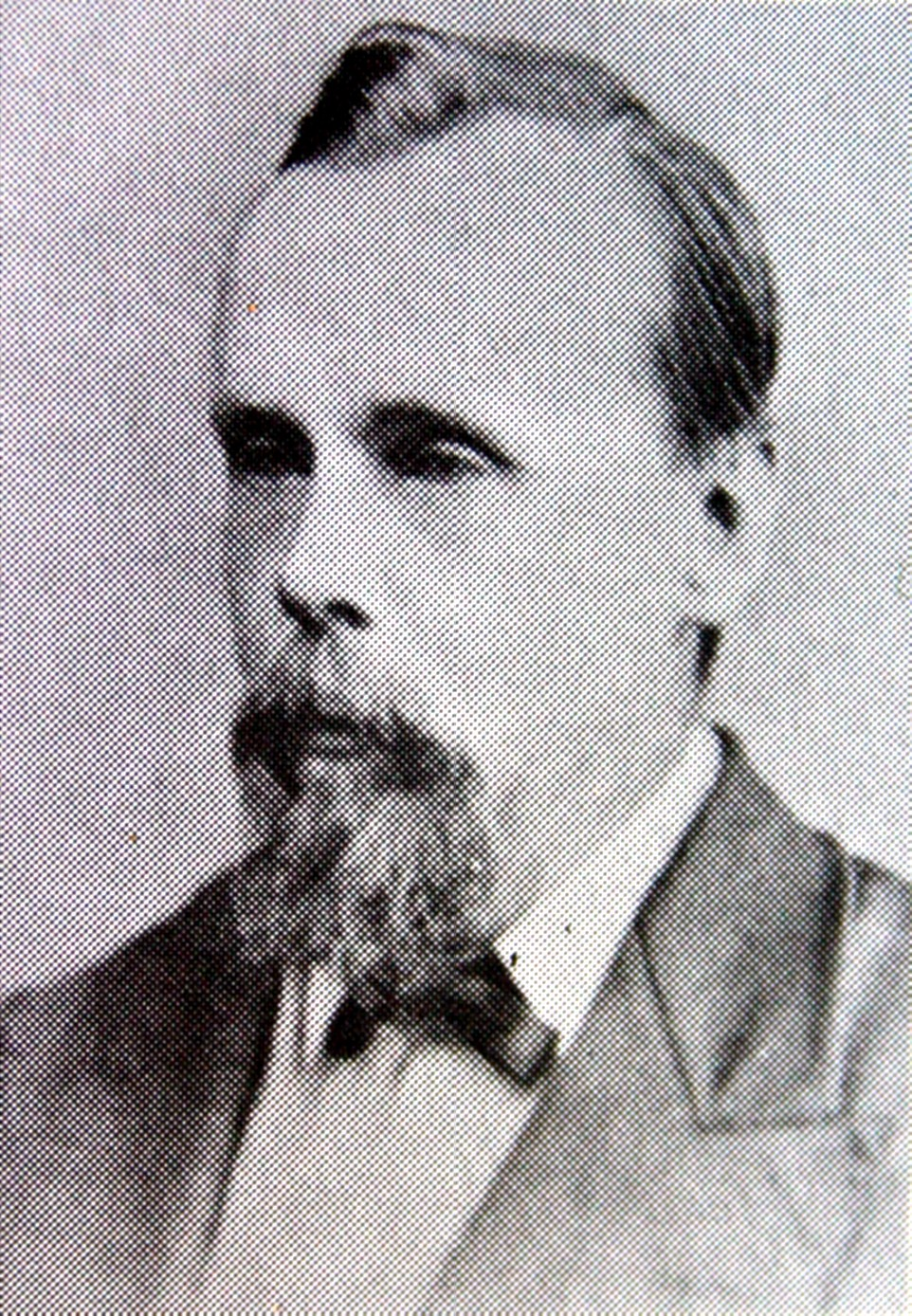
Francis Guthrie

Francis Guthrie (Londen, 22 januari 1831 - Claremont, Kaapstad, 19 oktober 1899) was een Zuid-Afrikaans wiskundige en plantkundige, die in 1852 als eerste het Vierkleuren probleem formuleerde. Op dat moment was Guthrie een student van de Augustus De Morgan aan de University College London. Hij studeerde tevens plantkunde bij John Lindley, hoogleraar plantkunde aan de Universiteit van Londen. Guthrie behaalde zijn Bachelor of Art diploma in 1850, en zijn LL.B. in 1852 met een eerste klas vermelding.
Terwijl hij bezig was een kaart van de graafschappen van Engeland in te kleuren merkte hij op dat er ten minste 
vier kleuren nodig waren, opdat geen twee regio's een gemeenschappelijke grens zouden delen met dezelfde kleur. Hij postuleerde dat vier kleuren voldoende zouden zijn op elke willekeurige landkaart in te kleuren. Dit vermoeden werd bekend als het vierkleurenprobleem, en bleef meer dan een eeuw lang een van de beroemdste niet-opgeloste problemen in de topologie. Uiteindelijk werd de vierkleurenstelling in 1976 bewezen met behulp van een controversieel, want zeer uitgebreid, niet elegant en niet tot nieuwe inzichten in de wiskunde leidend computer-ondersteund bewijs.
Van 1876 tot 1898 was Guthrie professor in de wiskunde aan het Zuid-Afrika College, de latere Universiteit van Zuid-Afrika in Kaapstad.
- Author citation (botany): Guthrie
- Gemeinsame Normdatei: 1026873916
- Virtual International Authority File: 264823486
- WorldCat: E39PBJkXwtbVPqXFpFhVxpWbh3